# La maglietta rossa
La maglietta rossa è un film documentario del 2009 diretto da Mimmo Calopresti, che racconta la finale di Coppa Davis tra Italia e Cile del 18 dicembre 1976, quando Adriano Panatta scese in campo per affrontare il doppio con Paolo Bertolucci indossando una maglietta rossa. 
Il documentario è stato presentato alla quarta edizione del Festival Internazionale del Film di Roma nell'ottobre 2009.

## Trama
Immagini di archivio  e filmati amatoriali mostrano l'incontro e raccontano l'Italia di quegli anni.
Calopresti racconta l'Italia degli anni '70 partendo dall'evento sportivo che si svolse nel Cile di Pinochet, e lo fa attraverso i racconti di Paolo Villaggio, Paolo Bertolucci, Tonino Zugarelli e lo stesso Panatta che venne contestato all'epoca e scelse di giocare indossando una piccola provocazione.

## Riconoscimenti
- Menzione Speciale Documentari ai Nastri d'argento 2010.
- Ostia FilmFest Premio Miglior Documentario
- ICFILMS Award, Best Documentary Feature Film, al I've Seen Films 2010 - International Film Festival diretto da Rutger Hauer.